# Kleinhadern
Kleinhadern ist der nordöstliche Stadtteil des Münchener Stadtbezirks Hadern. Kleinhadern hat heute Vorstadtcharakter und nicht mehr viel mit dem historischen Bauerndorf gemein.

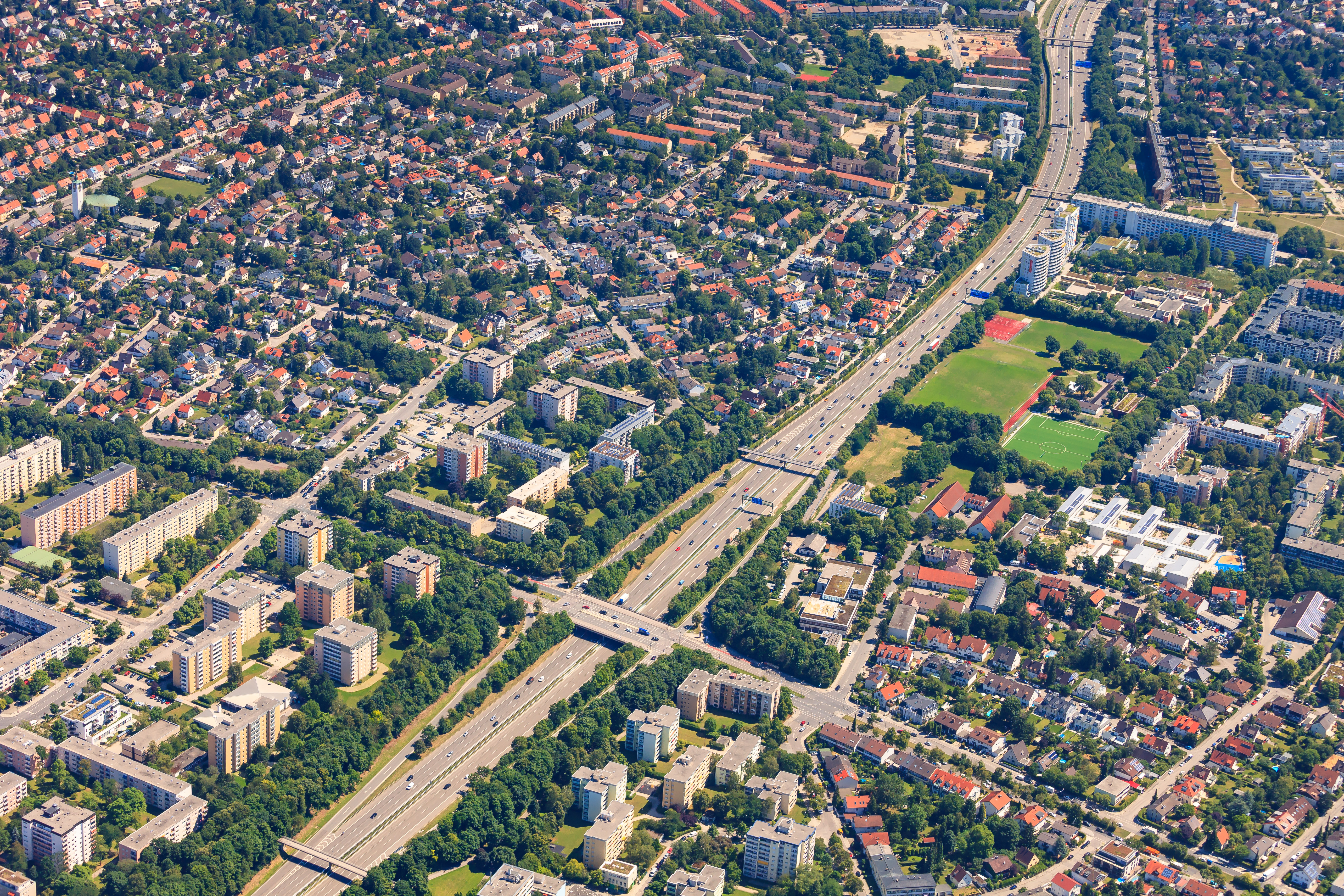
Luftbild von Kleinhadern, links unten Teil v. Blumenau, rechts oben Teil v. Neuhadern

## Lage

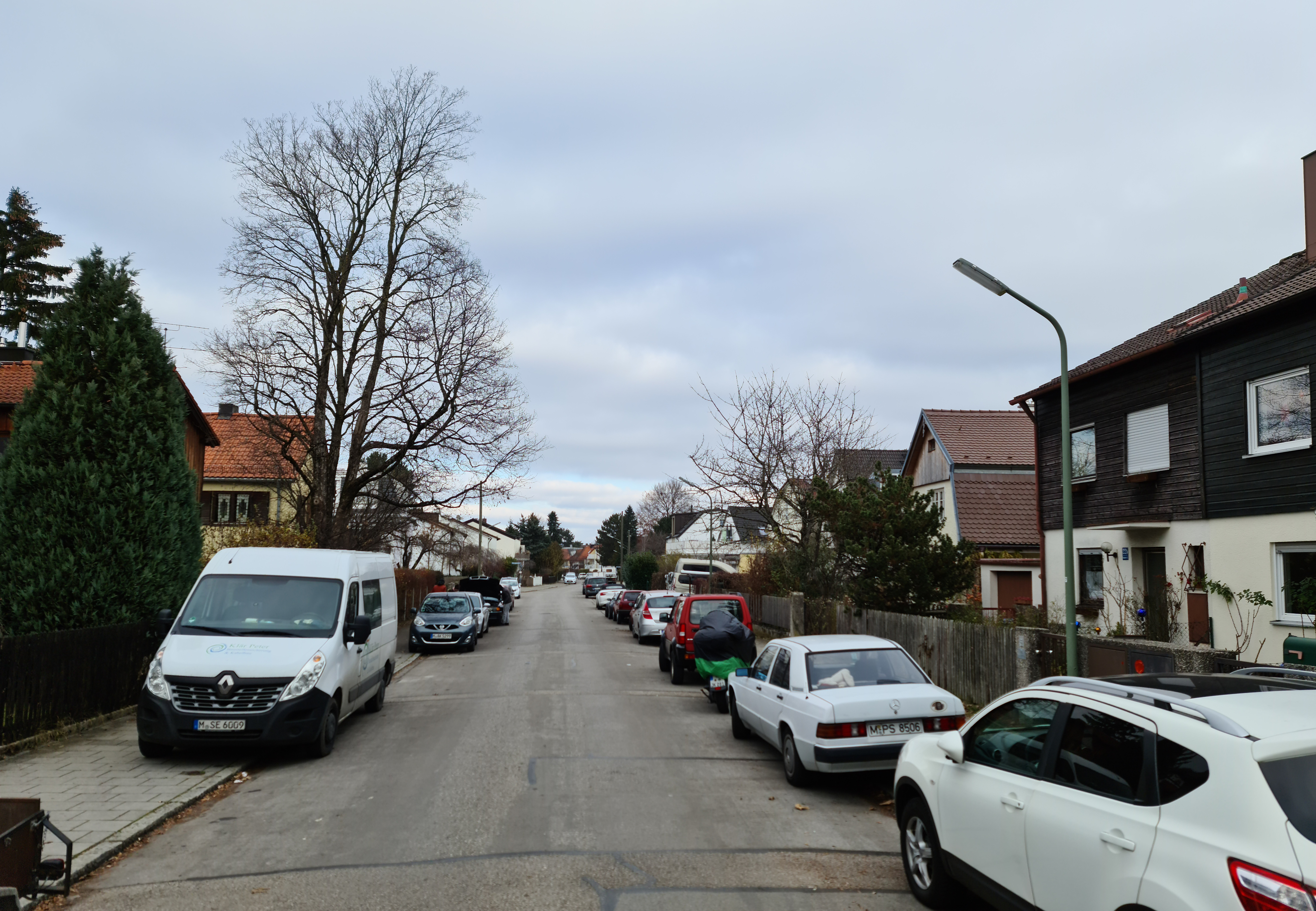
Die Kleinhaderner Straße von SSW nach NNO, die ehemalige Verbindungsstraße von Hadern nach Laim

Kleinhadern liegt im Südwesten Münchens, der Stadtteil wird überregional von den Autobahn-Ausfahrten Blumenau und Laim der A 96 erschlossen. Die  Grenzen des Stadtteils nördlich der Autobahn sind die Senftenauerstraße im Norden und Osten und die Silberdistelstraße im Westen. Südlich der Autobahn grenzen Kleinhadern die Straße Am Ährenfeld im Süden, die Waldwiesenstraße im Westen und im Osten die Bezirkssportanlage Wolkerweg und die westliche Bebauung am Stiftsbogen ein.

Die alte Verbindungsstraße von Klein- und Großhadern nach Laim ist nur noch zu einem Drittel im Verlauf der Kleinhaderner Straße zwischen dem Haderner Steg (über die Autobahn) und dem Hönigschmidplatz erhalten.
Auf ehemals Kleinhaderner Grund befinden sich das Wohnstift Augustinum, die Bezirkssportanlage Wolkerweg und die Herzklinik, die heute überwiegend dem Stadtteil Neuhadern zugerechnet werden.

## Geschichte

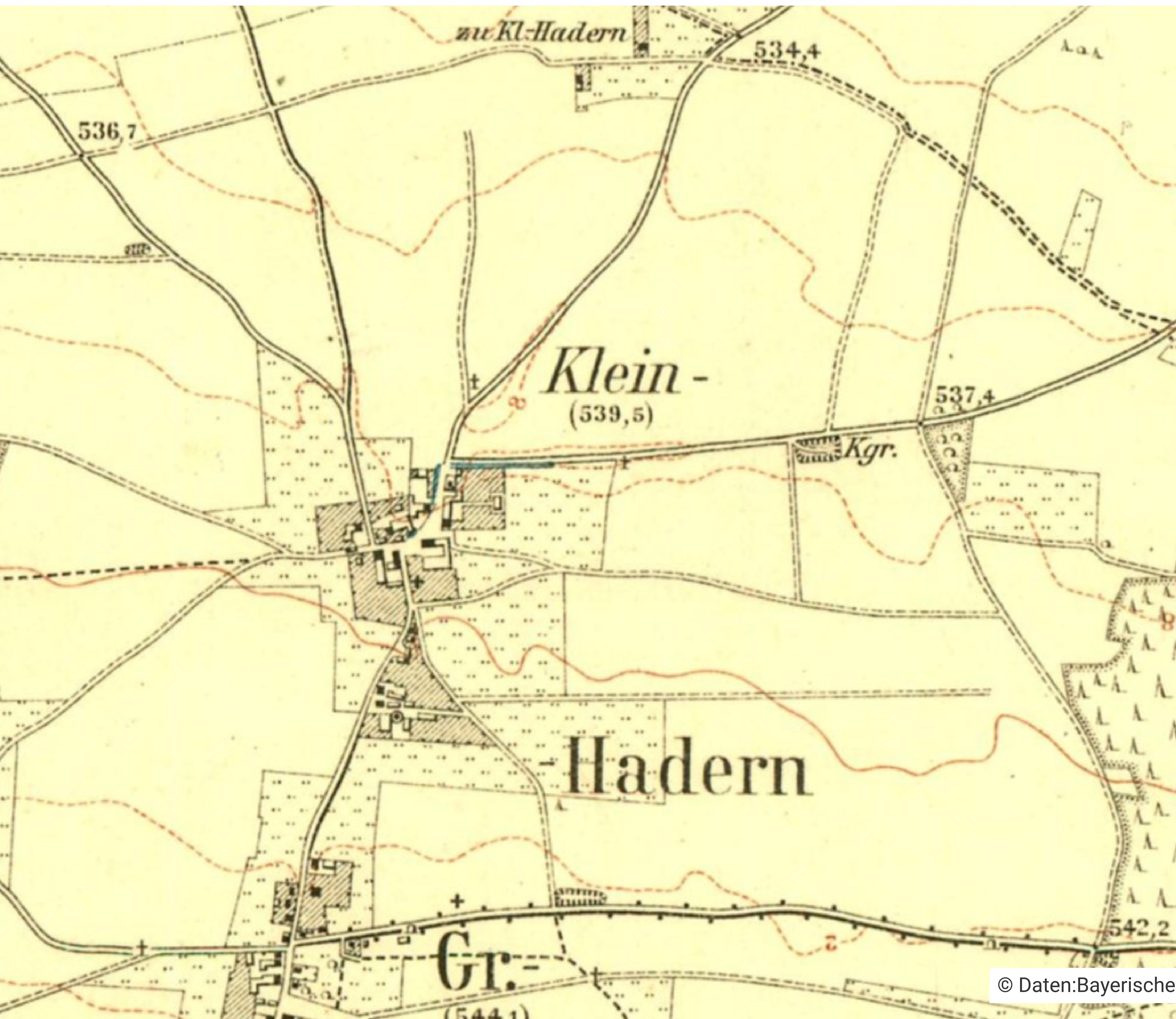
Kleinhadern, das heutige Stadtteilgebiet auf Karte v. 1911; zur Orientierung Großhadern unten angeschnitten

Hadern (Klein- sowie  Großhadern) war ursprünglich ein Bauerndorf und wurde erstmals im 11. Jahrhundert unter dem Namen Haderun erwähnt. Großhadern gehörte zum Kloster Benediktbeuern, Kleinhadern zum Kloster Schäftlarn.
Zwischen 1409 und 1425 wurde das Dorfgericht Hadern zusammen mit weiteren Dorfgerichten (Martinsried, Poschetsried, Neuried und Gräfelfing) mit der Burg Planegg vereinigt.
Da die Ortschaft Großhadern bei der Gemeindebildung im Jahr 1818 zu klein war, um eine eigene Gemeinde zu bilden, kam das landgerichtsunmittelbare Kleinhadern hinzu.
Die Gemeinde Großhadern einschließlich der Ortschaft Kleinhadern wurde 1938 zu München eingemeindet. Die Strukturen der ehemaligen bäuerlichen Siedlung sind kaum noch auszumachen. Die große bauliche Umwälzung des Ortes begann ab 1920. Nordöstlich des Dorfes wurde von der Heimstättenvereinigung Kleinhadern bis etwa zum Beginn des Zweiten Weltkriegs eine Gartenhaussiedlung angelegt. Ab 1927 entstand um die heutige Kreuzung Silberdistelstraße/Senftenauerstraße die Gartenhaussiedlung Blumenau durch die gleichnamige Interessengemeinschaft (die Stadtteilbezeichnung fiel später an die ab 1960 südwestlich erstellte Großsiedlung mit Wohnblöcken und Hochhäusern). Unmittelbar westlich und südwestlich des Dorfkerns entstand ab 1930 um die heutigen Batzer-, Niederhedern- und Brennereistraße die Germanensiedlung (die wegen der damaligen Straßennamen so genannt wurde). 1936 bekam die gewachsene Kleinhaderner Bevölkerung eine eigene Kirche, die 1957 zur Pfarrei erhoben wurde. In den Jahren 1952–58 kam dann noch die städtische Wohnanlage zwischen der Alpenveilchenstraße und der Senftenauerstraße hinzu, die von der GWG und der GEWOFAG verwaltet wird. Letzte Spuren im Nordteil des alten Dorfkerns wurden für den Bau der A 96 1971/72 beseitigt. Durch diesen zieht sich heute die südliche Fahrbahn, der Südosten des Ortskern-Nordteils ist eine Brachwiese, auf dem Rest stehen ein Clearinghaus der IB-Wohnungslosenhilfe Bayern und Verwaltungsbauten von Firmen.

### Brennerei-Genossenschaft Hadern

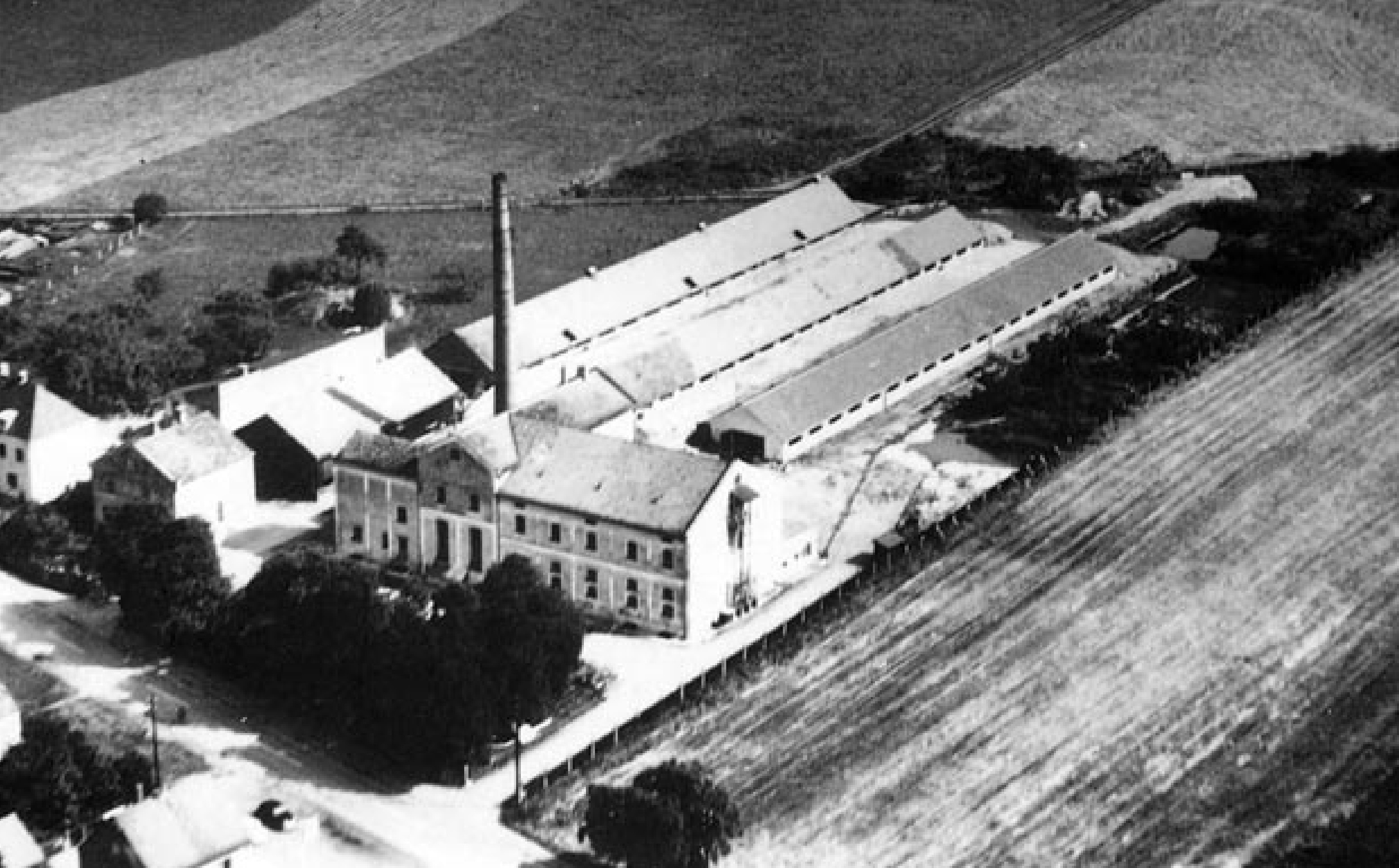
Ehemalige Brennerei

Im Jahre 1890 gründeten die Haderner Kartoffelbauern die Brennerei-Genossenschaft und brannten im am südlichen Ortsrand errichteten Gebäude industriellen Kartoffel-Schnaps. In den 1990er Jahren wurde der Betrieb unrentabel und 2001 stillgelegt. 2002/03 wurde er schließlich abgerissen. Auf dem Gelände befinden sich heute eine kleine öffentliche Grünanlage, eine Kita und ein kurzer Wohnblock (diese gehören zum Wohnpark Guardinipark).

## Infrastruktur

Ladenzeile am Hönigschmidplatz (Kleinhadern), gegenüberliegende Seite mit Gartenhausbebauung gehört zu Laim

Das wirtschaftliche Zentrum Kleinhaderns ist der Hönigschmidplatz an der Grenze zu Laim, mit vielen Geschäften, Dienstleistungsbetrieben und Lokalen für den täglichen Bedarf. Auch sind einige Institutionen am Beginn seiner Seiten- und Ausfallstraßen, wie das Service- und Altenzentrum Kleinhadern-Blumenau der Caritas und zwei Nachbarschaftstreffs. Auf Kleinhaderner Grund südlich der Autobahn befinden sich zwei Schulen und eine Aldi-Filiale.

### Kirchen

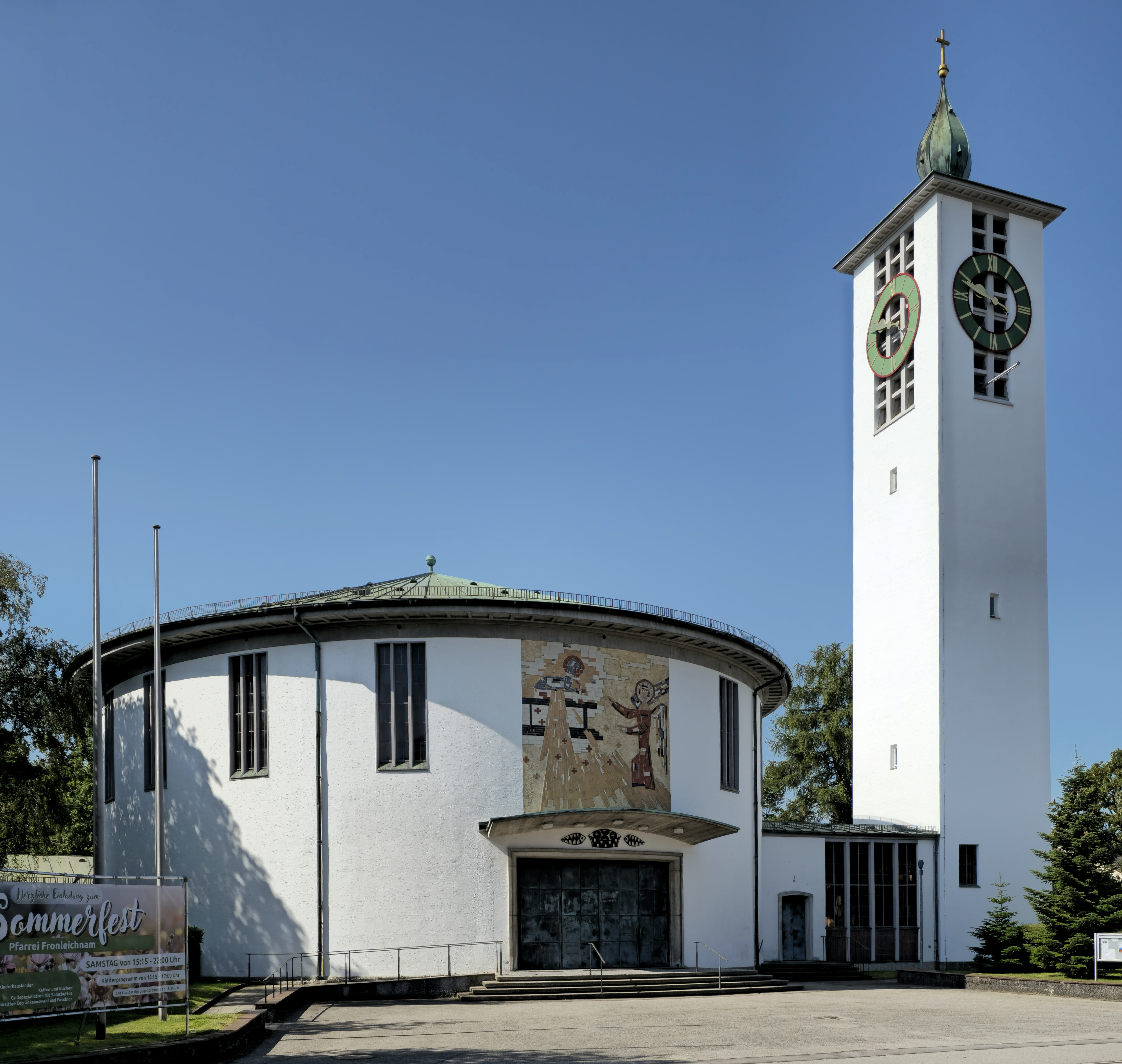
Fronleichnamskirche

- St. Leonhards-Dorfkapelle (im kaum noch vorhandenen Dorfkern an der Großhaderner Straße) mit Dachreiter, sie wurde als Ersatz für einen Vorgängerbau um 1894–95 erbaut; mit Ausstattung.
- Katholische Pfarrkirche Fronleichnam (Senftenauer Straße), der Zentralbau über elliptischem Grundriss in Nord-Süd-Ausrichtung, wurde 1956/57 von Karl Jantsch in einer Mischung aus klassizisierendem Traditionalismus und Heimatstil errichtet, die eine Notkirche ersetzte; Kuppelgewölbe über ovalem Grundriss, in dessen einem Brennpunkt der Altar mit einem zur Hälfte in den Altar versenkten Tabernakel steht; mit Ausstattung. Das Pfarrgebiet reicht bis in das südwestliche Randgebiet Laims, östliche Grenze ist die Menaristrasse.

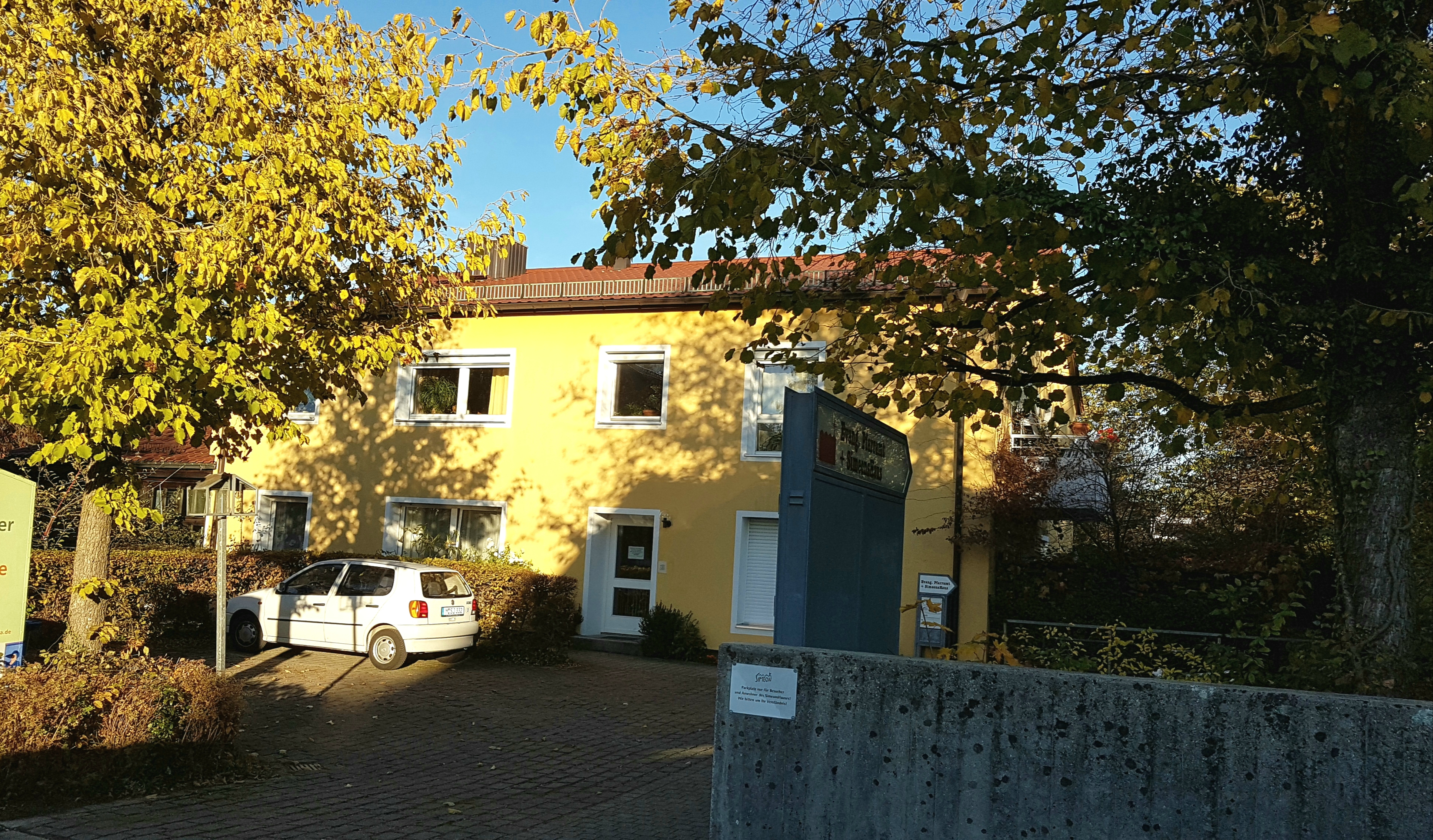
Evangelisches Pfarrzentrum

- Evangelische Kirchengemeinde Simeonskirche (Stiftsbogen 74), 1964 wurde neben dem Augustinum, vor allem für die evangelischen Stiftsbewohner, ein Gotteshaus errichtet. 2015 entschied man sich dieses abzureißen und das Stiftscafe in einen Kirchenraum umzubauen. Der Pfarrsprengel umfasst Kleinhadern und das nördliche Neuhadern. Das Pfarrzentrum befindet sich nördlich der Autobahn an der Violenstrasse.
- Katholische Pfarrkirche Namen Jesu (Neufriedenheim, Saherrstrasse), ein 1934 bzw. 1972 errichteter Kirchenbau, ist für den äußersten Osten (zwischen Menari- und Senftenauerstraße) zuständig.
- Evangelisch Freikirchliche Gemeinde EFG München Hadern[4] ist in München Hadern und Laim an fünf Standorten vertreten.

### Kindergärten und Schulen
- Kindertagesstätte Menaristraße 1
- Privatkindergarten Zauberwald, Ludlstraße 53
- städtische Kinderkrippe Violenstraße 4
- Kindergarten Fronleichnam, Veilchenstraße 18
- Caritas Kinderhaus Ellen Amman, Großhaderner Straße 34
- Private Evangelische Lukasschule, Haderunstraße 1a (in stark veränderten und modern erweiterten ehemaligen Bauernhof)
- Grundschule mit Tagesheim, Großhaderner Straße 50

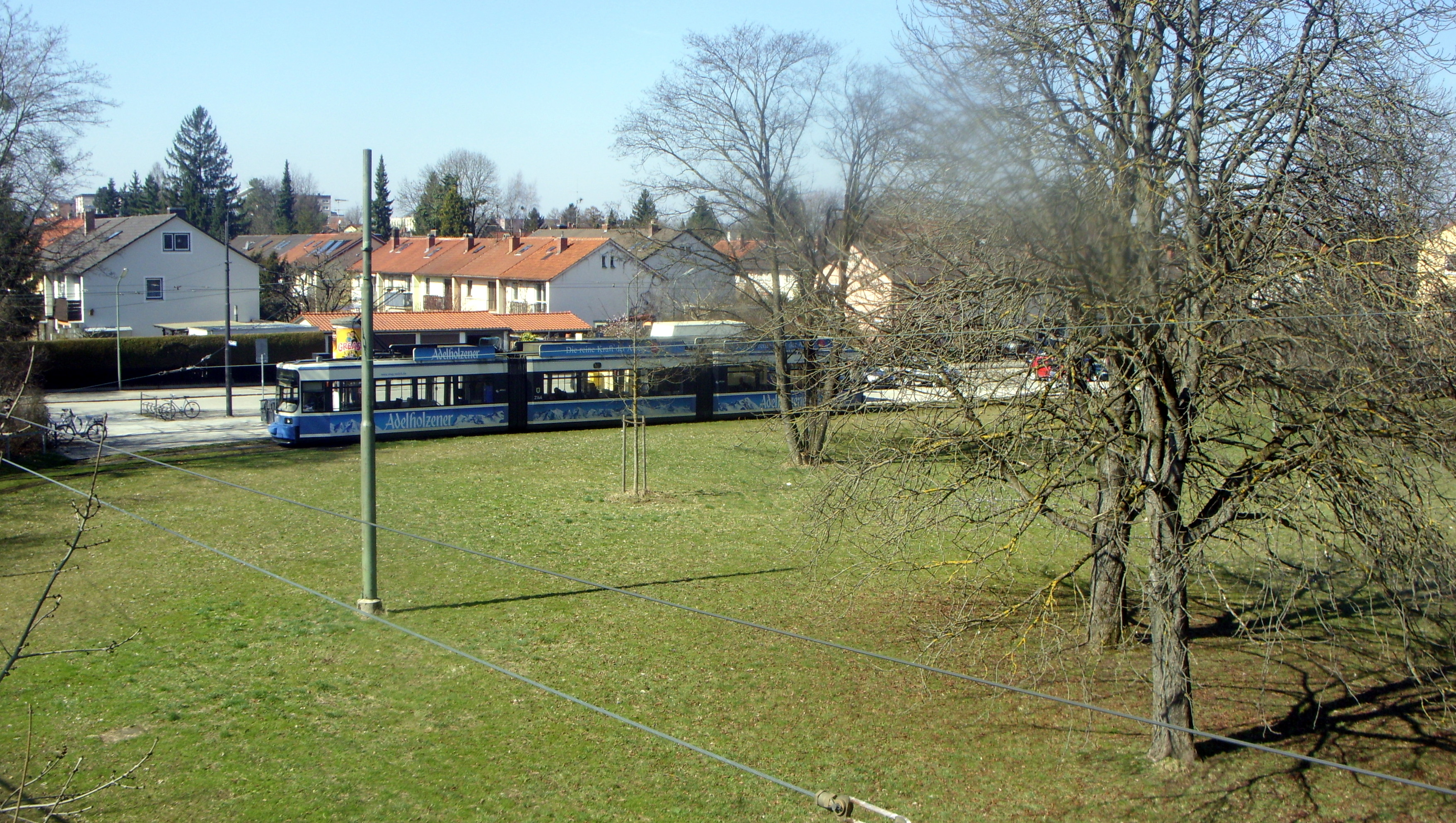
Trambahn-Endhaltestelle Gondrellplatz in Kleinhadern

- Grundschule, Menaristraße 7

### Öffentliche Verkehrsmittel
- Tram 18 Gondrellplatz – Westendstraße – Hauptbahnhof – Mariahilfplatz – Schwanseestraße
- Stadtbus 168 Wastl-Witt-Straße – Hönigschmidplatz – Laimer Platz – Nymphenburg Süd
- Metrobus 56 Klinikum Großhadern – Krokusstrasse – Pasing Bahnhof – Schloss Blutenburg
- Stadtbus 167 Waldfriedhof-Wendeschleife – Stiftsbogen – Am Ährenfeld – Blumenau

## Baudenkmäler
- Leonhardskapelle (siehe oben)
- Stürzerhof, letzter fast unverändert erhaltener Hof Kleinhaderns
- Kath. Pfarrkirche Fronleichnam (siehe oben)